# Siarhiej Sztaniuk
Siarhiej Piatrowicz Sztaniuk (biał. Сяргей Штанюк, ros. Сергей Петрович Штанюк, Siergiej Pietrowicz Sztaniuk; ur. 13 sierpnia 1973 w Mińsku) – były białoruski piłkarz, grający na pozycji obrońcy, reprezentant Białorusi.
Jego atrybuty fizyczne to 192 cm i 86 kg. W reprezentacji Białorusi wystąpił 71 razy i strzelił 3 gole. Występował w białoruskich zespołach takich jak: Dynama-93 Mińsk i Dynama Mińsk, rosyjskich Dinamo Moskwa, Szynnik Jarosław, Łucz-Energia Władywostok, FK Rostów, Ałanija Władykaukaz, belgijski Royal Antwerp FC, angielski Stoke City F.C. oraz ukraińskie Metałurh Zaporoże.